# Râul Strâmbele
Râul Strâmbele este un curs de apă, afluent al râului Chițiu. 